# Trần Danh Lâm
Trần Danh Lâm (1704-1776) là đại thần nhà Lê trung hưng trong lịch sử Việt Nam.

## Thân thế
Trần Danh Lâm người làng Bảo Triện huyện Gia Định, nay là thôn Phương Triện xã Đại Lai huyện Gia Bình, tỉnh Bắc Ninh. Cha ông là Trần Phụ Dực đỗ đồng tiến sĩ năm 1683 và làm tới chức Tham chính Lạng Sơn.
Trong 10 người con của Trần Phụ Dực, Trần Danh Lâm là con thứ 9 và là em cùng mẹ của Trần Danh Ninh.

## Sự nghiệp
Năm 1723 đời Lê Dụ Tông, Trần Danh Lâm của anh là Trần Danh Ninh đi thi Hương và cùng đỗ. Năm 1731 đời Lê Duy Phường, ông lại cùng Trần Danh Ninh đỗ cùng một khoa, trong nhà rất vinh hiển vì khoa cử.
Đời Lê Hiển Tông, ông làm Đốc đồng Cao Bằng, có công dẹp dư đảng họ Mạc nên được thăng làm Hiệu lý tán Viện hàn lâm, tước Thục Nhạc bá. Ít lâu sau ông được thăng làm Đốc trấn.
Năm 1745, ông mang quân thu phục lại thành Lạng Sơn được ghi công thăng làm Thiêm đô ngự sử, lên tước hầu.
Năm 1746 Trần Danh Lâm được gọi về kinh thăng làm Hữu thị lang bộ Công, quản lý 2 đạo, rồi lên làm Thị lang bộ Hình.
Năm 1747, ông làm Đốc thị ở Nghệ An, sang năm sau có quân công nên được thăng làm Thị lang bộ Binh. Ông trấn thủ các địa phương trong 13 năm rất được triều đình tin cậy.
Năm 1759, ông được gọi về kinh làm việc ở Bộ Lại rồi vào phủ chúa làm Bồi tụng, kiêm phó đô ngự sử.
Năm 1767, Trần Danh Lâm làm Tả thị lang bộ Công và Tả thị lang bộ Hộ, kiêm Đô ngự sử ở Đài ngự sử.
Năm 1769 vì tuổi cao ông viết đơn xin về hưu, được thăng làm Thượng thư bộ Công, rồi gia thăng thêm chức Thượng thư Bộ Hình.
Trần Danh Lâm phục vụ triều đình tất cả 39 năm, coi giữ nhiều địa phương, có 6 lần được xét công lao, làm Bồi tụng (Phó Tể tướng) trong 6 năm.
Tới năm 1776, ông lại được chúa Trịnh Sâm đặc cách gọi ra làm việc ở Bộ Lại. Nhưng được ít lâu sau ông qua đời, thọ 73 tuổi. Triều đình truy tặng ông làm Thiếu bảo, thụy là Trung Lượng.
Con Trần Danh Lâm là Trần Danh Án đỗ Hoàng giáp năm 1787 thời Lê Chiêu Thống. Sau khi nhà Hậu Lê mất, Danh Án không ra làm quan với nhà Tây Sơn mà ở ẩn tới khi mất.

## Nhận định
Sử gia Phan Huy Chú nhận định về ông như sau:
Ông tính thanh liêm, khoan hòa, dễ dãi, không tranh giành với ai, đến đâu dân cũng nhớ ơn… Ai ai cũng suy tôn là người giữ lòng công chính.